# Литейный дом княгини Юсуповой
Дворец княгини З. И. Юсуповой в Санкт-Петербурге был построен по заказу Зинаиды Ивановны Юсуповой (1810—1893), урождённой Нарышкиной. Первоначальный проект здания разработал архитектор Гаральд Боссе, затем завершал работу над проектом и руководил строительством Людвиг Бонштедт. Современный адрес: Литейный проспект, д. 42.

## История
Строительство началось в 1852 году и закончилось в 1858. Двухэтажное здание выполнено в формах архитектуры итальянского Возрождения с использованием элементов барокко. Здание полностью облицовано камнем — песчаником: местным, гатчинским, и бременским, из Германии. Кариатиды у парадного входа, выделенного порталом, сделаны из того же камня. Фасад украшают колонны и пилястры. Пышно оформлены и интерьеры дворца. Многие плафоны и медальоны выполнены художником Н. А. Майковым. Особенно красивы библиотека, Портретный и Концертный залы.

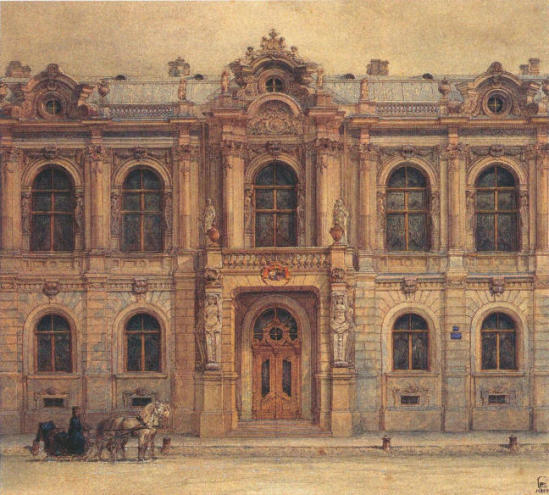
«Особняк графини З. И. Юсуповой». Рис. В. С. Садовникова, 1866

Последний дореволюционный владелец особняка — правнук Зинаиды Ивановны Феликс Юсупов (младший).
В 1908 году здание было отдано в аренду Театральному клубу при Союзе драматических и музыкальных писателей. Здесь получил свою первую прописку знаменитый театр пародии «Кривое зеркало».
Во время Первой мировой войны здесь работал госпиталь. После 1917 года — Польский дом просвещения имени Ю. Ю. Махлевского, с 1934 года — Дом политического просвещения .
В 1950 году здание было передано в распоряжение общества «Знание».
С 1994 года  в этом же здании находится Институт внешнеэкономических связей, экономики и права (ИВЭСЭП).
В 2023 году здание было передано в оперативное управление Государственному музею "Исаакиевский собор".

## Легенда
В петербургском городском фольклоре существует легенда, что особняк Юсуповой послужил Пушкину прообразом  дома Пиковой дамы.

Хотя дом был построен уже после смерти поэта, легенда нашла поэтическое отражение в стихотворении Николая Агнивцева «Случай на Литейном проспекте» (1923): 
— На Литейном, прямо, прямо,

Возле третьего угла

Там, где Пиковая Дама,

По преданию, жила!

## Интерьеры

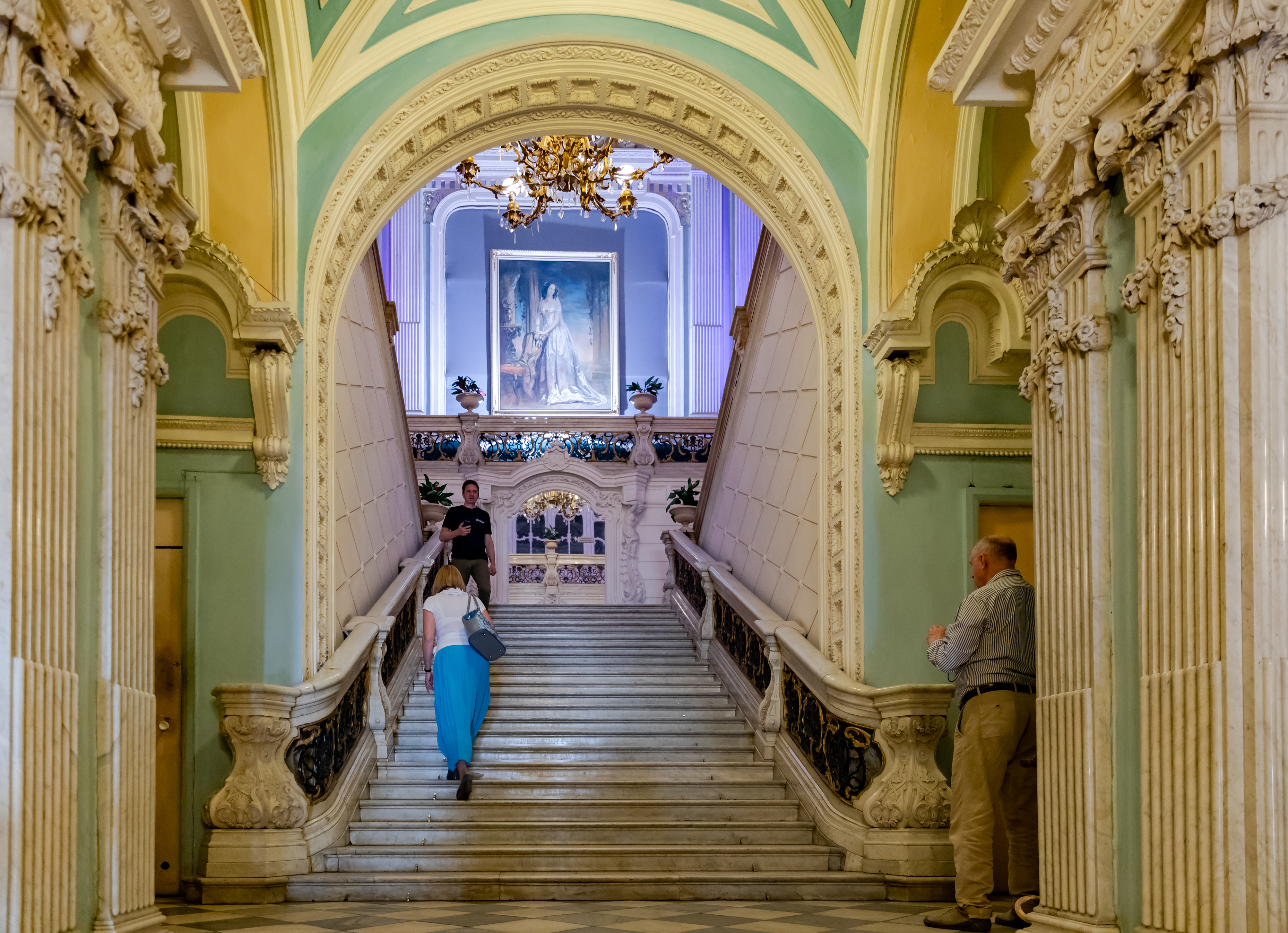
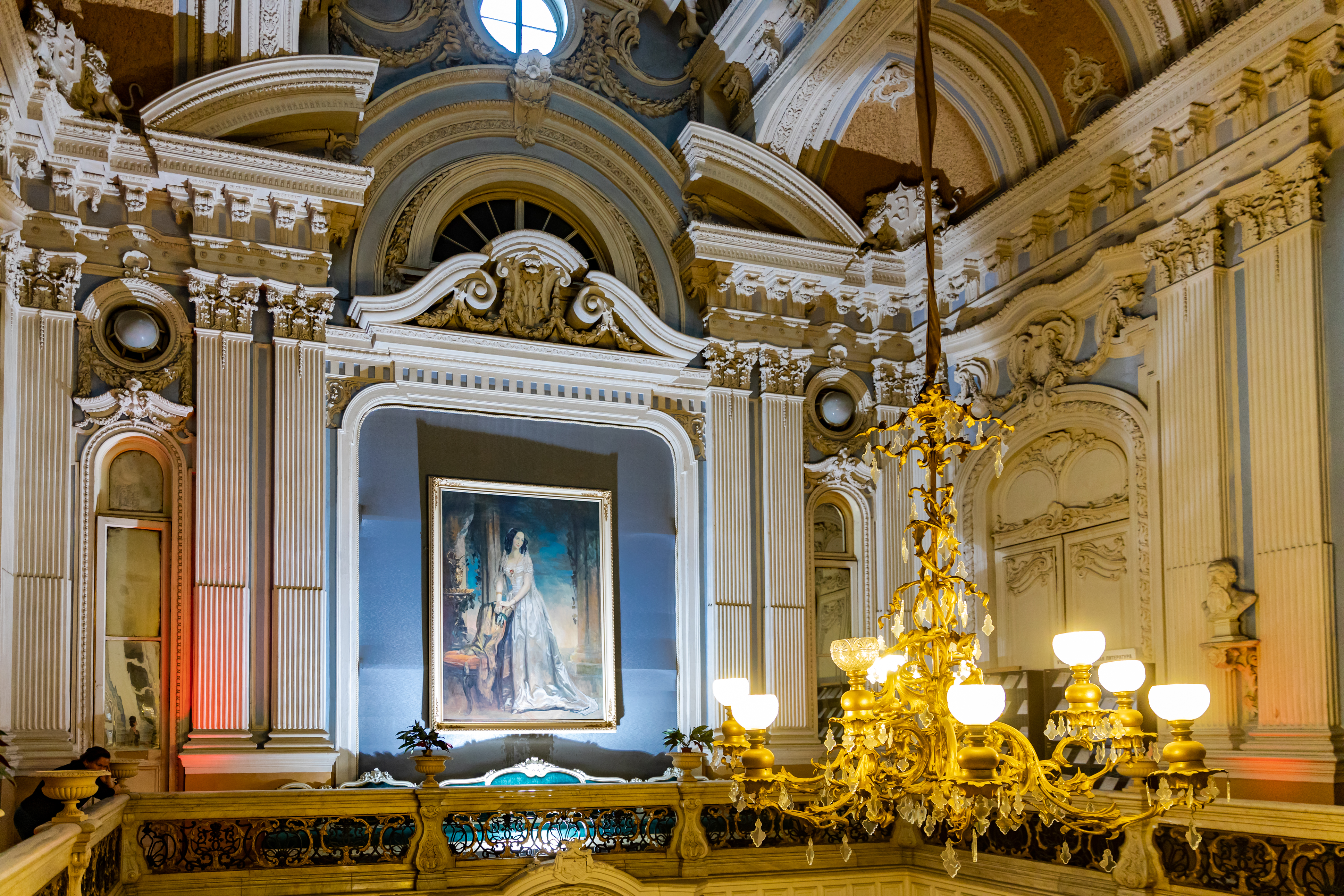
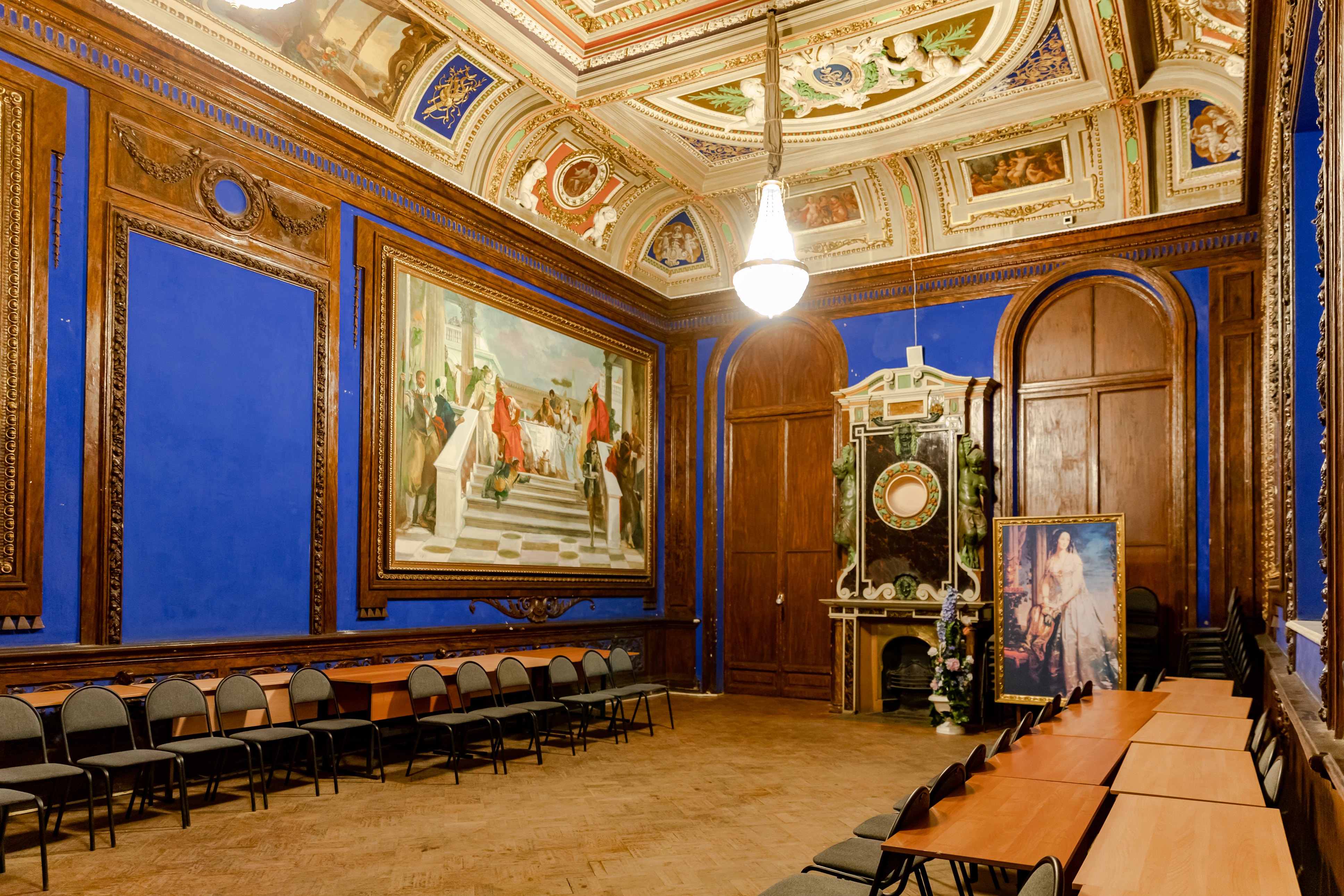
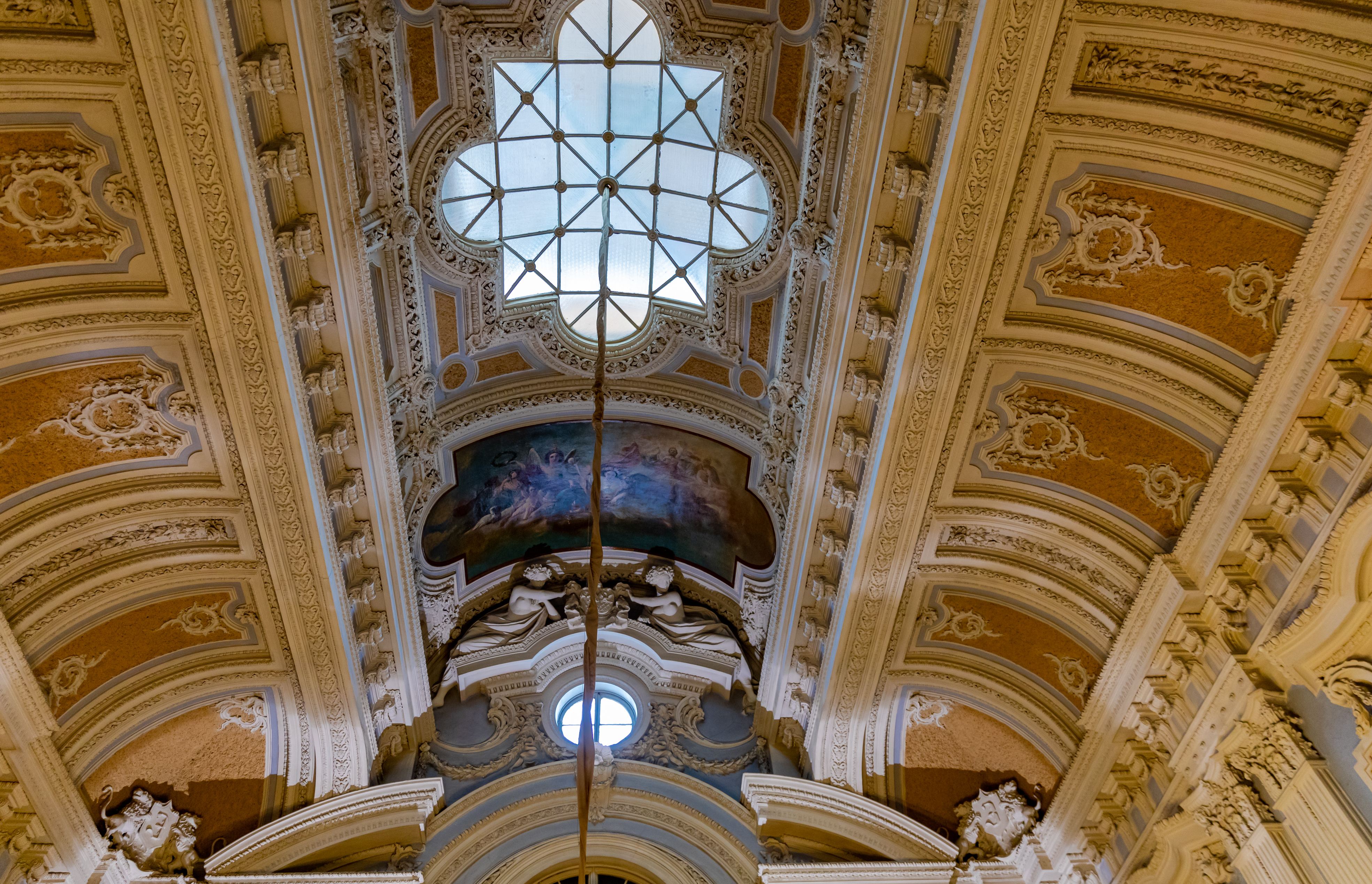